# マリオ・キアリーニ
マリオ・キアリーニ（Mario Chiarini、1981年1月7日 - ）は、イタリア共和国エミリア＝ロマーニャ州リミニ県出身のプロ野球監督、元プロ野球選手(外野手)。イタリアンベースボールリーグのT&Aサンマリノの監督を務める。

## 経歴

### リミニ時代
1997年に、リミニ・ベースボールクラブに入団した。
同年は2試合に出場した。
1998年は18試合に出場し、打率190、0本塁打、1打点、4安打、0盗塁を記録した。
1999年は16試合に出場し、打率143、0本塁打、3打点、2安打、0盗塁を記録した。同年限りで、退団した。

### マリナーズ傘下時代
2000年にシアトル・マリナーズとマイナー契約を結んだ。
同年は傘下アリゾナリーグ・マリナーズでプレーした。24試合に出場し、打率313、0本塁打、8打点、21安打、2盗塁を記録した。同年限りで、退団した。

### 古巣リミニ復帰
2001年に古巣リミニ・ベースボールクラブに復帰した。
同年は29試合に出場し、打率274、3本塁打、20打点、23安打、3盗塁を記録した。
8月には、この年から開催された世界大学野球選手権大会のイタリア代表に選出された。
2002年は53試合に出場し、打率251、7本塁打、27打点、48安打、11盗塁を記録した。
2003年は40試合に出場し、打率288、10本塁打、39打点、44安打、5盗塁を記録した。
オフの10月に、第35回IBAFワールドカップのイタリア代表に選出された。
2004年は54試合に出場し、打率295、3本塁打、35打点、59安打、12盗塁を記録した。
8月には、アテネオリンピックのイタリア代表に選出されている。
2005年は41試合に出場し、打率285、0本塁打、23打点、43安打、2盗塁を記録した。
2006年は44試合に出場し、打率318、2本塁打、28打点、47安打、12盗塁を記録した。
2007年は39試合に出場し、打率319、2本塁打、28打点、46安打、6盗塁を記録した。
オフの9月には、第30回ヨーロッパ野球選手権大会のイタリア代表に選出された。
また11月には、第37回IBAFワールドカップのイタリア代表に選出された。
2008年は42試合に出場し、打率253、5本塁打、33打点、42安打、4盗塁を記録した。
2009年開幕前の3月に開催された第2回ワールド・ベースボール・クラシック(WBC)のイタリア代表に選出された。
シーズンでは42試合に出場し、打率313、5本塁打、40打点、50安打、5盗塁を記録した。
オフの9月に開催された第38回IBAFワールドカップのイタリア代表に選出された。日本戦で本塁打を記録している。
2010年は42試合に出場し、打率228、5本塁打、19打点、38安打、5盗塁を記録した。
また、第31回ヨーロッパ野球選手権大会のイタリア代表に選出された。
2011年は30試合に出場し、打率360、6本塁打、33打点、41安打、1盗塁を記録した。
オフの10月に開催された第39回IBAFワールドカップのイタリア代表に選出された。
2012年は42試合に出場し、打率305、7本塁打、36打点、50安打、14盗塁を記録した。
オフの9月に開催された第32回ヨーロッパ野球選手権大会のイタリア代表に選出された。
2013年開幕前の3月に開催された第3回WBCのイタリア代表に選出され、2大会連続2度目の選出となった。
シーズンでは24試合に出場し、打率340、2本塁打、31打点、32安打、8盗塁を記録した。
2014年は19試合に出場し、打率254、1本塁打、8打点、18安打、1盗塁を記録した。

同年限りで退団した。
また、9月1日に第33回ヨーロッパ野球選手権大会のイタリア代表に選出された。

### サンマリノ時代
2014年11月27日にT&Aサンマリノへ移籍した。
2015年は開幕前の2月17日に「GLOBAL BASEBALL MATCH 2015 侍ジャパン 対 欧州代表」の欧州代表に選出された。3月11日の第2戦に「6番 右翼手」で先発出場し、先制打を記録している。
オフの10月23日に第1回WBSCプレミア12のイタリア代表選手28名に選出された。
2017年開幕前の2月8日に第4回ワールド・ベースボール・クラシック(WBC)のイタリア代表に選出され、3大会連続3度目の選出を果たした。大会終了後、現役を引退。

### 引退後
2017年11月18日にサンマリノの監督に就任した。

## 選手としての特徴
3割に近い打率を残す中距離打者である。一発長打が魅力である。

## 詳細情報

### 代表歴
- 2001年世界大学野球選手権大会イタリア代表
- 2003 IBAFワールドカップ イタリア代表
- アテネオリンピック野球イタリア代表
- 2007年ヨーロッパ野球選手権大会イタリア代表
- 2007 IBAFワールドカップ イタリア代表
- 2009 ワールド・ベースボール・クラシック・イタリア代表
- 2009 IBAFワールドカップ イタリア代表
- 2010年ヨーロッパ野球選手権大会イタリア代表
- 2011 IBAFワールドカップ イタリア代表
- 2012年ヨーロッパ野球選手権大会イタリア代表
- 2013 ワールド・ベースボール・クラシック・イタリア代表
- 2014年ヨーロッパ野球選手権大会
- 2015 WBSCプレミア12 イタリア代表
- 2017 ワールド・ベースボール・クラシック・イタリア代表